# Uroplectes carinatus
Espèce
Synonymes
- Lepreus carinatus Pocock, 1890
- Uroplectes alstoni Purcell, 1901
- Uroplectes carinatus mediostriatus Kraepelin, 1908

Uroplectes carinatus est une espèce de scorpions de la famille des Buthidae.

## Distribution
Cette espèce se rencontre en Afrique du Sud, en Namibie, en Angola, au Botswana et au Zimbabwe.

## Description
Le mâle holotype mesure 34 mm.

## Liste des sous-espèces
Selon The Scorpion Files (01/04/2021) :
- Uroplectes carinatus carinatus (Pocock, 1890)
- Uroplectes carinatus australis Hewitt, 1918

## Systématique et taxinomie
Cette espèce a été décrite sous le protonyme Lepreus carinatus par Pocock en 1890. Elle est placée dans le genre Uroplectes par Pocock en 1896.

## Publications originales
- Pocock, 1890 : « A revision of the genera of Scorpions of the family Buthidae with descriptions of some South-African species. » Proceedings of the Zoological Society of London, vol. 10, p. 114–141 (texte intégral).
- Hewitt, 1918 : « A survey of the scorpion fauna of South Africa. » Transactions of the Royal Society of South Africa, vol. 6, p. 89-192 (texte intégral).